# Atlético Nacional (Panamá)
Atlético Nacional (Panamá) é um clube de futebol do Panamá fundado em 1995 e extinto em 2001. Em 2005 foi refundado com o nome de Sociedad Deportiva Atlético Nacional. Sua alcunha era Los linces.

Em outubro de 2001, o Atlético Nacional foi expulso da liga por violar as regras da ANAPROF. Eles estavam usando o jogador colombiano Luis Palacios em um registro panamenho, porque apenas 5 estrangeiros foram autorizados pela ANAPROF. Sua expulsão salvou o Chiriquí do rebaixamento.